# Sharon Traweek
Sharon Jean Traweek is een Amerikaanse antropologe, die zich vooral heeft bezig gehouden met wetenschapssociologie. Ze is verbonden met het departement in genderstudies en -geschiedenis aan de universiteit van Californië. 
Ze is vooral bekend vanwege haar boek Beamtimes and Lifetimes (1988) dat, samen met het werk van Bruno Latour, Karin Knorr-Cetina en Michael Lynch, bekendstaat als een van de eerste etnografische studies van wetenschappelijke laboratoria. Hierin doet Traweek onderzoek naar hoe de onderzoekspraktijk van deeltjesfysica vanuit een antropologische blik. Het boek is gebaseerd op haar doctoraatsthesis Uptime, downtime, spacetime, and power: an ethnography of the particle physics community in Japan and the United States (1982).